# Porumbeni, Criuleni
Porumbeni este un sat din cadrul comunei Pașcani din raionul Criuleni, Republica Moldova.